# 1871
Évszázadok: 18. század – 19. század – 20. század
Évtizedek: 1820-as évek – 1830-as évek – 1840-es évek – 1850-es évek – 1860-as évek – 1870-es évek – 1880-as évek – 1890-es évek – 1900-as évek – 1910-es évek – 1920-as évek
Évek: 1866 – 1867 – 1868 – 1869 –  1870 – 1871 – 1872 – 1873 – 1874 – 1875 – 1876

## Események

### Határozott dátumú események
- január 1. – Létrejön a Német Birodalom.[1]
- január 1. – I. Amadé spanyol király megérkezik Madridba, hogy elfoglalhassa trónját.[2]
- január 18. – I. Vilmos porosz király trónra lép a Német Birodalom császáraként.[1]
- január 28. – Franciaország megadja magát, véget ér a francia–porosz háború.[3]
- március 18. – Párizsban felkelés tör ki, március 26-án helyhatósági választást tartanak, ennek nyomán alakul meg  a párizsi kommün.[4]
- március 22. – Az észak-karolinai William Holden az első amerikai kormányzó, akit elmozdítanak hivatalából vád alá helyezéssel.
- március 29. – Viktória brit királynő megnyitja a Royal Albert Hallt.
- április 3. – Az új spanyol király, I. Amadé esküt tesz az alkotmányra.[2]
- május 1. – Megjelennek az első magyar gyártású bélyegek.
- május 28. – A párizsi kommün leverése.
- július 20. – Brit Columbia csatlakozik Kanadához.
- augusztus 31. – Adolphe Thiers lesz Franciaország köztársasági elnöke.
- október 8. – A nagy chicagói tűzvész: 17 450 épület leég, 250 000-en halnak meg, 90 000-en válnak hajléktalanná.
- november 10. – Henry Morton Stanley megtalálja az eltűnt kutatót és misszionáriust, dr. David Livingstone-t.
- november 14.
  - I. Ferenc József császár gróf Andrássy Gyulát nevezi ki az Osztrák–Magyar Monarchia közös külügyminiszterévé.
  - Lónyay Menyhért grófot választja a kormányzó Deák-párt Magyarország miniszterelnökének.

### Határozatlan dátumú események
- az év folyamán –
  - Az Osztrák–Magyar Monarchia újjászervezi – az 1866-ban időlegesen megszüntetett – dunai vízi haderejét. (A korábbi önállóság helyett a Császári és Királyi Dunai Flottilla a Császári és Királyi Haditengerészet szervezetének keretében működött egészen 1918 novemberéig.)[5]
  - A hanrendszer eltörlése Japánban.
  - Kolozsváron bevezetik a légszesz-világítást.[6]

## Az év témái

### 1871 a gazdaságban
- február 1. – Megalapítják az ácsi cukorgyárat.

### 1871 a vasúti közlekedésben
- május 3. – Elkészül a Salgótarján – Losonc vasút.
- szeptember 11. – Megnyílik Nagyvárad – Békéscsaba vasútvonal.

## Születések
- január 3. – Láng Nándor régész, művészettörténész, klasszika-filológus, az MTA tagja († 1952)
- január 7. – Émile Borel francia matematikus (a mértékelméletben a Borel-mérték felfedezője) († 1956)
- február 4. – Friedrich Ebert, a Weimari Köztársaság elnöke[7] († 1925)
- február 20. - Puky Endre, politikus, külügyminiszter a Gömbös-kormányban († 1941)
- március 4. – Borsos Károly, református pedagógus, gimnáziumi és főiskolai tanár, a Mezőtúri Református Kollégium igazgatója, klasszika-filológus, vallásfilozófus, szabadkőműves († 1933)
- március 5. – Rosa Luxemburg német politikusnő († 1919)
- március 27. – Heinrich Mann elbeszélő, drámaíró és esszéista († 1950)
- március ? – Anday Blanka magyar színművésznő († 1907 után)
- április 11. – Kellner Gyula olimpiai bronzérmes atléta († 1940)
- április 16. – Mikola Sándor fizikatanár, tankönyvíró, tudományfilozófus, a fasori gimnázium igazgatója († 1945)
- május 6. – Christian Morgenstern szerző († 1914)
- május 7. – Károlyi Gyula, Magyarország miniszterelnöke († 1947)
- május 19. – Ligeti Miklós szobrászművész († 1944)
- május 27. – Georges Rouault festő és grafikus († 1958)
- május 30. – Dáni Nándor olimpiai ezüstérmes atléta († 1949)
- június 2. – Fjodor Vasziljevics Tokarev szovjet–orosz fegyvertervező († 1968)
- június 2. – Nyáry Albert festőművész, író és történész († 1933)
- június 19. – Szokolyi Alajos olimpiai bronzérmes atléta († 1932)
- július 10. – Marcel Proust francia író († 1922)
- július 27. – Ernst Zermelo német matematikus, a halmazelmélet Zermelo-Fraenkel-axiómarendszerének egyik névadója († 1953)
- augusztus 11. – Heltai Jenő költő, író († 1957)
- augusztus 21. – Kustaa Karjalainen finn nyelvész, finnugrista, a hanti nyelv kutatója († 1919)[8]
- augusztus 29. – Albert Lebrun francia politikus († 1950)
- augusztus 30. – Ernest Rutherford fizikus († 1937)
- szeptember 1. – Ripka Ferenc politikus, Budapest főpolgármestere († 1944)
- szeptember 23. – František Kupka cseh festőművész († 1957)
- szeptember 27. – Grazia Deledda Nobel-díjas szardíniai író († 1936)
- október 2. – Cordell Hull Nobel-békedíjas amerikai politikus († 1955)
- október 17. – Berinkey Dénes ügyvéd, jogtudós, polgári radikális politikus († 1948)
- október 23. – Gjergj Fishta albán ferences szerzetes, pedagógus, költő, az albánok epikus hőskölteménye, a Lahuta e malcís szerzője († 1940)
- november 16. – Nagy Emil magyar politikus, képviselő, igazságügy-miniszter Bethlen István miniszterelnök kormányában († 1956)
- december 12. – Papp Ferenc irodalomtörténész, az MTA tagja († 1943)

## Halálozások
- január 4. – Adler Vincent magyar zongoraművész, zeneszerző (* 1826)
- február 2. – báró Eötvös József író, költő, akadémikus (* 1813)
- február 20. – Paul Kane festő (* 1810)
- március 27. – Erdey Pál orvos, költő (* 1816)
- április 1. – Faigel Pál egri címzetes kanonok, költő (* 1802)
- április 5. – Paolo Savi olasz geológus és ornitológus (* 1798)
- április 10. – Engeszer Károly pénzügyi fogalmazó (* 1841)
- április 12. – Dósa Géza festőművész (* 1846)
- április 21. – Nyáry Pál politikus (* 1805)
- április 24. – Zsutai János költő, lantos (* 1840)
- május 12. – Daniel Auber francia zeneszerző, a 19. századi francia vígopera egyik legjelesebb képviselője. (* 1782)
- június 22. – Edvi Illés Pál evangélikus lelkész, a Magyar Tudományos Akadémia levelező tagja, költő (* 1793)
- július 7. – Flór Ferenc, a „legmagyarabb magyar orvos” (* 1809)
- július 8. – Fekete Mihály református főiskolai tanár, költő (* 1820)
- október 18. – Charles Babbage angol matematikus, a számítógép megalkotója (* 1791)